# Cicatrizocera bilistrata
Cicatrizocera bilistrata är en skalbaggsart som först beskrevs av Lane 1959.  Cicatrizocera bilistrata ingår i släktet Cicatrizocera och familjen långhorningar. Inga underarter finns listade i Catalogue of Life.